# Концано
Кондза́но, Концано (итал. Conzano) — коммуна в Италии, располагается в регионе Пьемонт, в провинции Алессандрия.
Население составляет 1004 человека (2008 г.), плотность населения составляет 86 чел./км². Занимает площадь 12 км². Почтовый индекс — 15030. Телефонный код — 0142.
Покровительницей коммуны почитается святая Лукия Сиракузская, празднование 13 декабря.

## Демография
Динамика населения:

## Города-побратимы
- Ингем, Австралия (1993)

## Администрация коммуны
- Официальный сайт: http://www.comune.conzano.al.it/